# Andrej Petrovitsj Semjonov-Tjan-Sjanski
Andrej Petrovitsj Semjonov-Tjan-Sjanski (Russisch: Андре́й Петро́вич Семёнов-Тянь-Ша́нский) (Sint-Petersburg, 21 juni 1866 - aldaar, 8 maart 1942) was een Russisch entomoloog. Er zijn diverse transliteraties van zijn naam in gebruik.
Semjonov-Tjan-Sjanski werd geboren in 1866 als de zoon van de geograaf Pjotr Semjonov-Tjan-Sjanski. Na zijn examen in 1885, ging hij natuurwetenschappen studeren aan de faculteit wiskunde en natuurkunde van de Staatsuniversiteit van Sint-Petersburg. Na zijn afstuderen reide hij in 1888 en 1889 rond in het gebied rond de Kaspische Zee en Turkestan. Hij verzamelde daar insecten en was vooral gespecialiseerd in kevers (coleoptera). Hij beschreef een aanzienlijk aantal nieuwe keversoorten en hij was auteur van een groot aantal wetenschappelijke artikelen over kevers maar ook over bredere vraagstukken van de zoölogie. In 1890 werd hij curator bij het zoölogisch museum van de Russische Academie van Wetenschappen waar hij op de entomologische afdeling werkte aan de collecties van Potanin en Przjevalski.
- Bibliothèque nationale de France: cb16750635j (data)
- Gemeinsame Normdatei: 102071187
- International Standard Name Identifier: 0000 0000 4196 3322
- Library of Congress Control Number: no2001076343
- Nationale Bibliotheek van Israël: 987012592675205171
- Nationale Bibliotheek van Polen: a0000003227753
- Nederlandse Thesaurus van Auteursnamen: 202634167
- Système universitaire de documentation: 185528325
- Virtual International Authority File: 66848071
- WorldCat: E39PBJmHKwtJY78JpG84j8jKVC